# Pour une femme (film, 1926)
Pour le film de Diane Kurys sorti en 2013, voir Pour une femme.

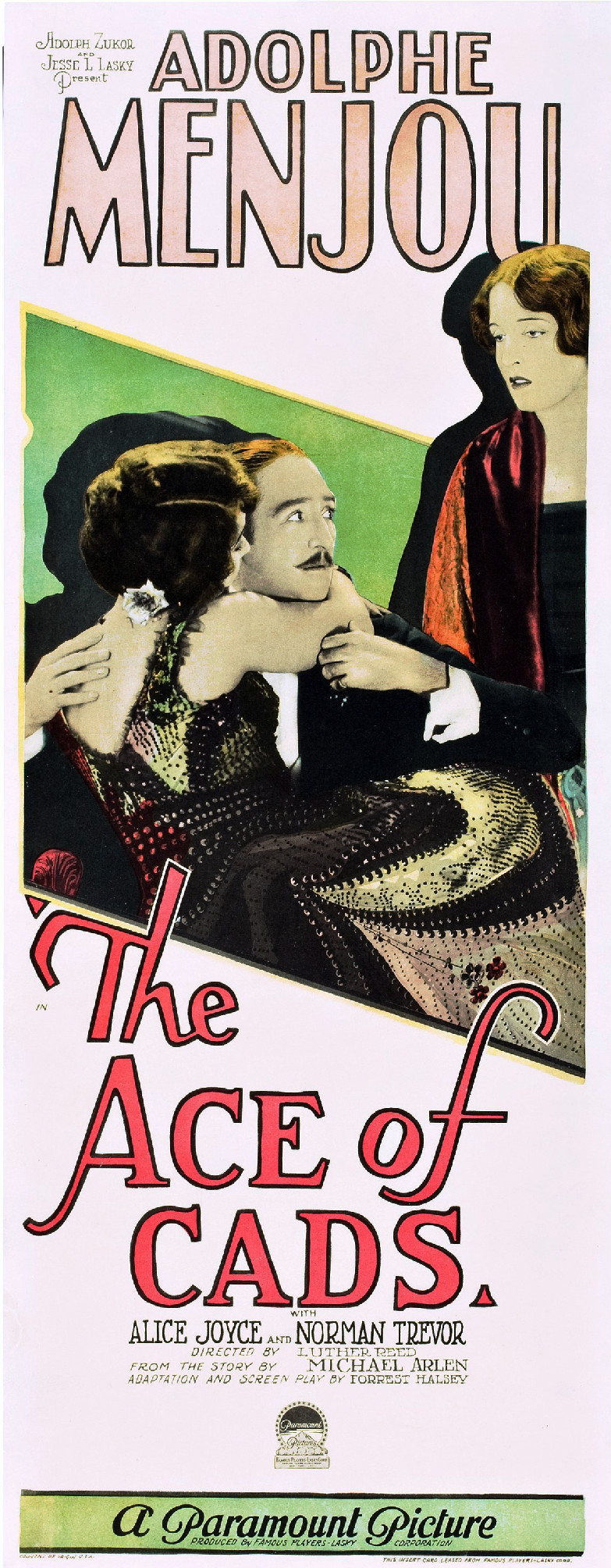
Affiche du film

Pour une femme (titre original : The Ace of Cads) est un film américain réalisé par Luther Reed, sorti en 1926.

## Fiche technique
- Réalisation : Luther Reed
- Scénario : Forrest Halsey d'après The Ace of Cads de Michael Arlen[1]
- Producteurs : Adolph Zukor, Jesse Lasky, William LeBaron
- Photographie : J. Roy Hunt
- Distributeur : Paramount Pictures
- Durée : 70 minutes
- Date de sortie : 11 octobre 1926

## Distribution
- Adolphe Menjou : Chappel Maturin
- Alice Joyce : Eleanour
- Norman Trevor : Sir Guy de Gramercy
- Philip Strange : Basil de Gramercy
- Suzanne Fleming : Joan